# Zwei irre Spaßvögel (Film)
Zwei irre Spaßvögel (Originaltitel: Les compères) ist eine französische Filmkomödie von Francis Veber aus dem Jahr 1983.

## Handlung
Christine und ihr Mann Paul Martin suchen ihren 16-jährigen Sohn Tristan, der mit der etwas älteren Michèle abgehauen ist. Sie begeben sich von Paris aus nach Nizza, wo Michèles Vater Raffart ein heruntergekommenes Hotel besitzt. Da dieser keinen Anlass sieht, seiner volljährigen Tochter nachzulaufen, und sich erst recht nicht um einen ihm unbekannten Jungen sorgt, kehren die Martins ergebnislos nach Paris zurück. Christine sucht ihre frühere Liebe, den Journalisten Jean Lucas, auf. Sie erklärt ihm, dass Tristan sein Sohn sei, und bittet ihn um Mithilfe bei der Suche. Jean arbeitet jedoch gerade an einem großen Fall und lehnt eine Suche ab, zumal er all die Jahre nichts von der Existenz eines Sohnes gewusst habe. Christine wendet sich nun an den zweiten Bekannten ihrer Jugendzeit, den stets depressiven und selbstmordgefährdeten François Pignon. Der versucht nach einer Depression gerade, sich zu erschießen, als ihn Christines Anruf erreicht. Obwohl sie bei einem Treffen schnell erkennt, dass François viel zu große eigene Probleme hat, um ihr eine Hilfe zu sein, berichtet sie ihm von seiner angeblichen Vaterschaft und dem verschwundenen Sohn. Begeistert stimmt François zu, Tristan zu suchen.
François begibt sich nach Nizza, wo sich auch Jean im Zuge einer Recherche zu Casino-Kriminalität und dem Kriminellen Rossi aufhält. Beide haben das Foto von Tristan bei sich, das Christine ihnen gegeben hat. Kurzerhand entschließt sich Jean, vor Ort auch nach Tristan zu suchen. Er und François statten nacheinander Michèles Vater einen Besuch ab, der von der Vielzahl der Väter Tristans überrascht ist. Als am Ende auch noch zwei Handlanger Rossis erscheinen, die wiederum nach dem Grund von Jeans Besuch fragen, ist der Vater vollends verwirrt.
François und Jean lernen sich während des Besuchs bei Michèles Vater kennen und glauben zunächst, sie suchten unterschiedliche Jungen. Erst ein Besuch bei Michèles Mutter macht ihnen klar, dass sie beide nach Tristan suchen. Sie verfolgen seine Spur weiter und landen schließlich in der Rockerkneipe Rocker’s. Hier wird deutlich, dass die Bande von Tristan genug hat, zumal sich Michèle von ihm getrennt hat. Kurzerhand nehmen François und Jean den schlafenden Tristan mit in ihr Hotel. Am nächsten Morgen erfährt er, dass beide Männer seine potenziellen Väter sind. Kurzerhand reißt er vor ihnen aus und kehrt zur Rockerbande zurück. Nach einer Prügelei, in die auch François und Jean verwickelt werden, hat Tristan einen gebrochenen Arm, der in Gips gelegt wird. Auch François und Jean erleben genug: Nach einem Zwischenfall mit Rossis Männern, bei dem Jean in eine Falle gelockt werden soll, lernt François einen wichtigen Tippgeber Jeans kennen, den er für ebenfalls depressiv hält. Als dieser ihn später sterbend anruft, eilt François zu ihm und nimmt einen Umschlag entgegen, der für Jeans Recherchen wichtiges Material gegen Rossi enthält. Erst durch einen Zufall findet Jean heraus, dass François’ „Depressiver“ in Wirklichkeit sein Tippgeber war. Mit etwas Mühe kann das Material, das François erhalten hatte, sichern und Rossi hinter Gittern bringen. Zuvor hatten jedoch Rossis Handlanger versucht, ihm das Material abzunehmen. Bei der Auseinandersetzung wird François versehentlich von Jean angeschossen und muss kurz ins Krankenhaus.
Tristans Vater hat die Auszeit von seinem Sohn genutzt, um sein eigenes Verhalten ihm gegenüber zu überdenken. In einem Telefonat macht er seinem Sohn klar, dass er den beiden falschen Vätern die Wahrheit sagen muss. Tristan stimmt zu, erklärt aber beiden vom jeweils anderen unbemerkt, dass er sein echter Vater sei. François und Jean sind überglücklich. Tristan wiederum geht mit beiden an der Seite davon und fragt sich laut, wann eigentlich Vatertag sei.

## Produktion
Zwei irre Spaßvögel wurde in Paris und Nizza gedreht. Die Kostüme schuf Corinne Jorry, die Filmbauten stammen von Gérard Daoudal. Der Film lief am 23. November 1983 in den französischen Kinos an, wo er von 4.847.229 Zuschauern gesehen wurde. In der Bundesrepublik kam der Film am 19. Oktober 1984 in die Kinos und lief ab 28. März 1986 auch in den Kinos der DDR. Deutsche Fernsehpremiere war am 27. Dezember 1987 auf DDR-F1. Ab August 2005 war der Film auf DVD erhältlich. Ivan Reitman drehte 1997 mit Ein Vater zuviel eine Neuverfilmung.

## Synchronisation
| Rolle           | Darsteller        | Synchronsprecher (BRD) | Synchronsprecher (DDR) |
| --------------- | ----------------- | ---------------------- | ---------------------- |
| François Pignon | Pierre Richard    | Harry Wüstenhagen      | Wolfgang Ostberg       |
| Jean Lucas      | Gérard Depardieu  | Christian Brückner     | Uwe Karpa              |
| Jeannot         | Roland Blanche    | Joachim Tennstedt      |                        |
| Milan           | Philippe Khorsand | Hans Nitschke          |                        |
| Paul Martin     | Michel Aumont     | Heinz Theo Branding    |                        |
| Raffart         | Maurice Barrier   | Jürgen Kluckert        |                        |
| Tristan Martin  | Stéphane Bierry   | Torsten Sense          |                        |

## Kritik
Das Lexikon des internationalen Films fand die Story „nicht sonderlich originell…“, lobte jedoch, dass sie „mit leichter Hand und Sinn für Situationskomik inszeniert [sei], wozu das Spiel der gegensätzlichen Schauspielertypen viel beiträgt“.
Cinema fasste den Film als „Actionkomik mit französischem Charme“ zusammen und schrieb, dass sich der „schusselige Richard und der brummige Depardieu wunderbare Wortgefechte [liefern]; ein paar Verfolgungsjagden gibt’s gratis“.

## Auszeichnungen
Zwei irre Spaßvögel wurde 1984 für zwei Césars nominiert: Gérard Depardieu erhielt eine Nominierung in der Kategorie Bester Hauptdarsteller und Francis Veber in der Kategorie Bestes Originaldrehbuch.